# 비에프자강

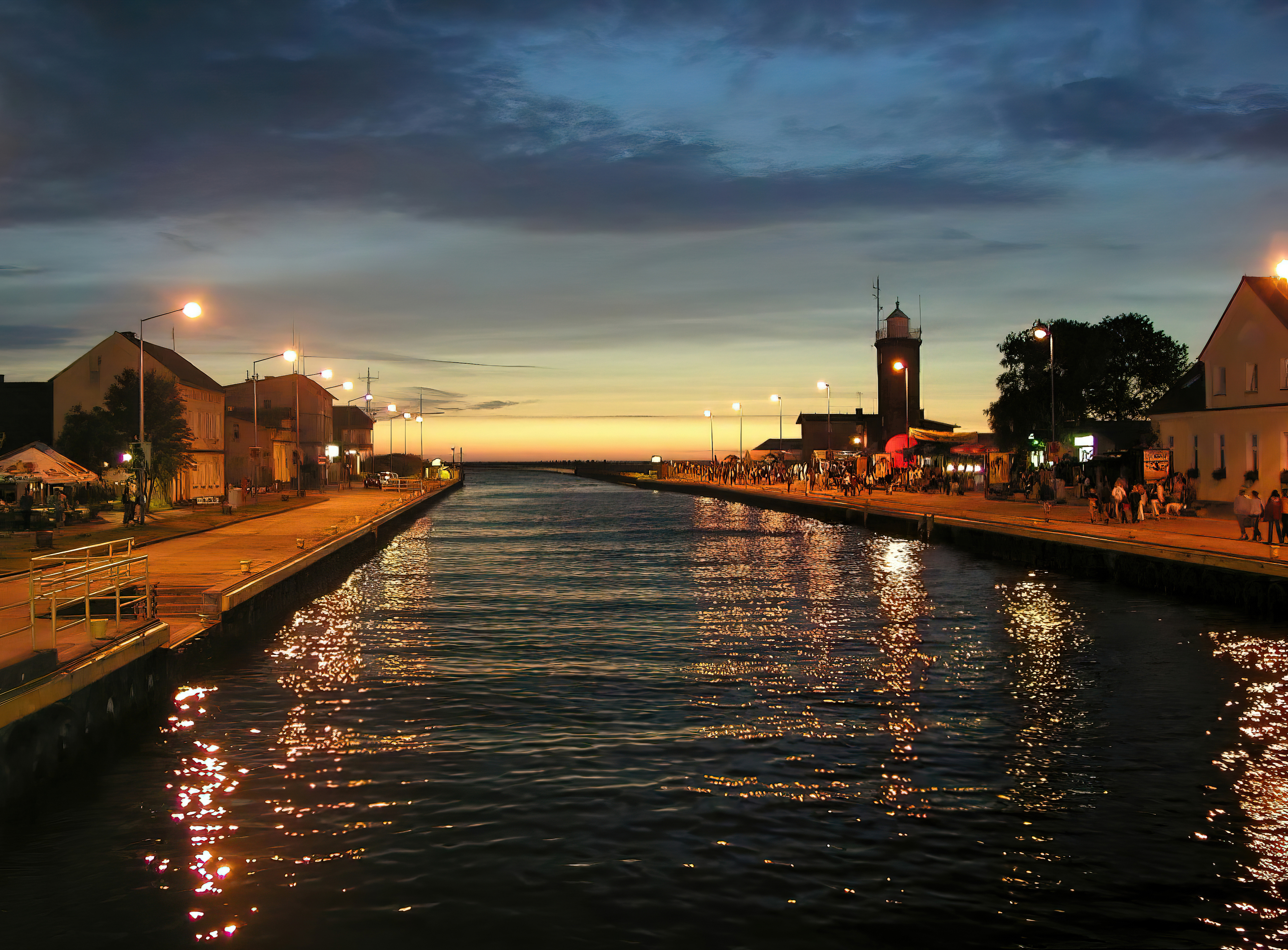
비에프자강

비에프자강(폴란드어: Wieprza)은 폴란드 북서부의 강이다. 발트해로 흐른다. 길이는 112km, 유역 면적은  2,170 km2다.